# 폴 오텔리니
폴 오텔리니(영어: Paul Stevens Otellini, 1950년 10월 12일 ~ 2017년 10월 2일)는 인텔의 전 사장이다. 샌프란시스코 대학교를 졸업하고 캘리포니아 대학교 버클리에서 경영학 석사를 취득하였다. 구글의 이사회에서 활동하고 있었다.